# Figura Chrystusa Pacyfiku
Figura Chrystusa Pacyfiku (hiszp: „Cristo del Pacífico”) − pomnik Jezusa Chrystusa postawiony w 2011 roku w stolicy Peru – Limie. Wysokość figury wynosi 37 metrów, z czego 15 m stanowi sama podstawa. Budowa została zamówiona przez byłego prezydenta Peru, Alana Garcíę Péreza. Został zainspirowany pomnikiem Chrystusa Odkupiciela w Rio de Janeiro.